# Consejo Nacional de Azerbaiyán
El Consejo Nacional de Azerbaiyán (azerí: Azərbaycan Milli Şurası) fue el primer cuerpo legislativo de la República Democrática de Azerbaiyán (ADR) desde el 27 de mayo de 1918 hasta el 17 de junio de 1918 y posteriormente de nuevo desde el 16 de noviembre de 1918 hasta el 3 de diciembre de 1918. Fue reemplazada por el Parlamento, un cuerpo legislativo formado a través de elecciones generales a nivel nacional.

## Antecedentes
Tras la Revolución de Febrero, al igual que muchas minorías étnicas del decadente Imperio Ruso, los azeríes también comenzaron a desarrollar movimientos encaminados a adquirir autonomía con respecto a Rusia. En las provincias y distritos en los que los azerís constituían una población local considerable se formaron Consejos Nacionales Musulmanes (CNM). 
El 27 de marzo de 1917, delegados del CNM, se reunieron para establecer el Comité Ejecutivo Temporal de los CNM. Mammad Hasan Hajinski se convirtió en el líder del comité, del cual también formaban parte Mammed Amin Rasulzade, Alimardan Topchubashev, Fatali Khan Khoyski, así como otros fundadores de la futura República Democrática de Azerbaiyán. 
Tras la Revolución de Octubre el Sur del Cáucaso se separó de la Rusia continental, tras lo cual el Comisariado Transcaucásico Sejm formado en Tiflis se proclamó independiente de la República Democrática Federal de Transcaucasia (RFDT, ЗКДФР).
Los azerbaiyanos formaban la facción más amplia con 44 miembros, encabezados por Mammed Amin Rasulzade. Estos 44 miembros representaban cuatro diferentes partidos políticos y bloques: Müsavat y los Demócratas de centro; el Bloque Musulmán Socialista; Ittihad-i Muslimin (o simplemente Ittihad; Unión de Musulmanes de Rusia); y el Partido Socialdemócrata Musulmán.

## Creación
Cuando entre el 31 de marzo y el 2 de abril se produjeron las masacres en Bakú, el Comité Ejecutivo Temporal fue derrotado, con el arresto de su líder de facto Alimardan Topchubashev y la expulsión de la Intelligentsia Azerí de Bakú. 
Tiflis se convirtió en la sede del Movimiento Nacional de Azerbaiyán. Tras la caída de la República Democrática Federal de Transcaucasia el 26 de mayo de 1918 y con la disolución de sus miembros, la facción Azerbaiyana del Comisariado Transcaucásico pasó a llamarse Consejo Nacional de Azerbaiyán (CN). Inmediatamente asumió funciones parlamentarias, proclamando la fundación de la República Democrática de Azerbaiyán el 28 de mayo de 1918. El 16 de junio el Consejo Nacional de Azerbaiyán se trasladó a Ganyá, declarándola temporalmente como la capital, a la espera de la caída de la Comuna de Bakú. 
El Consejo se encontró con la resistencia de los ultranacionalistas que le acusaban de estar demasiado inclinada a la izquierda; así como la intolerancia del comandante otomano Nuru Pasha. Tuvo por ello que ser abolida al día siguiente, dejando el poder en manos del Consejo de Ministros liderado por Fatali Khan Khoyski.

## Segunda Asamblea
Tras la caída del imperio Otomano en la Primera Guerra Mundial y la consecuente retirada de las fuerzas otomanas de Azerbaiyán, el poder de los ultranacionalistas, en su día apoyados por Nuru Pasha, se debilitó. Esto permitió el restablecimiento del Consejo Nacional de Azerbaiyán y el comienzo de las negociaciones con las fuerzas de ocupación británicas. 
El Consejo fue disuelto completamente tras la apertura del Parlamento el 7 de diciembre de 1918. En el Parlamento de ADR se encontraban representados la mayoría de los partidos de Azerbaiyán, así como minorías como la armenia, rusa, judía, alemana y polaca presentes en Azerbaiyán y representantes de los sindicatos.

## Miembros del Consejo Nacional de Azerbaiyán
- Mammad Amin Rasulzadeh
- Alimardan bey Topchubashov
- Fətəli xan Xoyski
- Nasib bey Yusifbeyli
- Mammad Yusif Jafarov
- Hasan bey Aghayev
- Khosrov bey Sultanov
- Musa bey Rafiyev
- Mammad Hasan Hajinski
- Nariman bey Narimanbeyov
- Mir-Hidayat Seyidov
- Khalil bey Khasmammadov
- Gazi Ahmad Mahammadbeyov
- Aslan bey Gardashov
- Shafi bey Rustambeyov
- Javad Malik-Yeganov
- Mustafa Mahmudov
- Mehdi bey Hajibababeyov
- Haji Molla Salim Akhundzadeh
- Mehdi bey Hajinski
- Khudadat bey Malik-Aslanov
- Museyib Akhijanov
- Lutfali bey Behbudov
- Firidoun bey Kocharli
- Ibrahim Vakilov
- Hamid bey Shahtakhtinski
- Rahim bey Vakilov
- Alasgar bey Mahmudov
- Yusif Afandizadeh
- Mirza Jalal Yusifzadeh
- Mammad Rza Vakilov
- Islam bey Gabulov
- Samad aga Agamalioglu
- Akbar aga Sheykhulislamov
- Ibrahim Abilov
- Jafar Akhundov
- Mir-Yagub Mir-Mehdizadeh
- Heybatgulu Mammadbeyov
- Sultan Majid Ganiyev
- Ibrahim bey Heydarov
- Ali khan Gantemir
- Aslan bey Safikurdski
- Ahmet bey Pepinov
- Baghir Rzayev
- Jamo bey Hajinski
- Maharram Maharramov[1]